# Bîten, Kovel
Bîten (în ucraineană Битень) este un sat în comuna Radoșîn din raionul Kovel, regiunea Volînia, Ucraina.

## Demografie
Componența lingvistică a localității Bîten
     Ucraineană (100%)
Conform recensământului din 2001, toată populația localității Bîten era vorbitoare de ucraineană (100%).